# Abiod

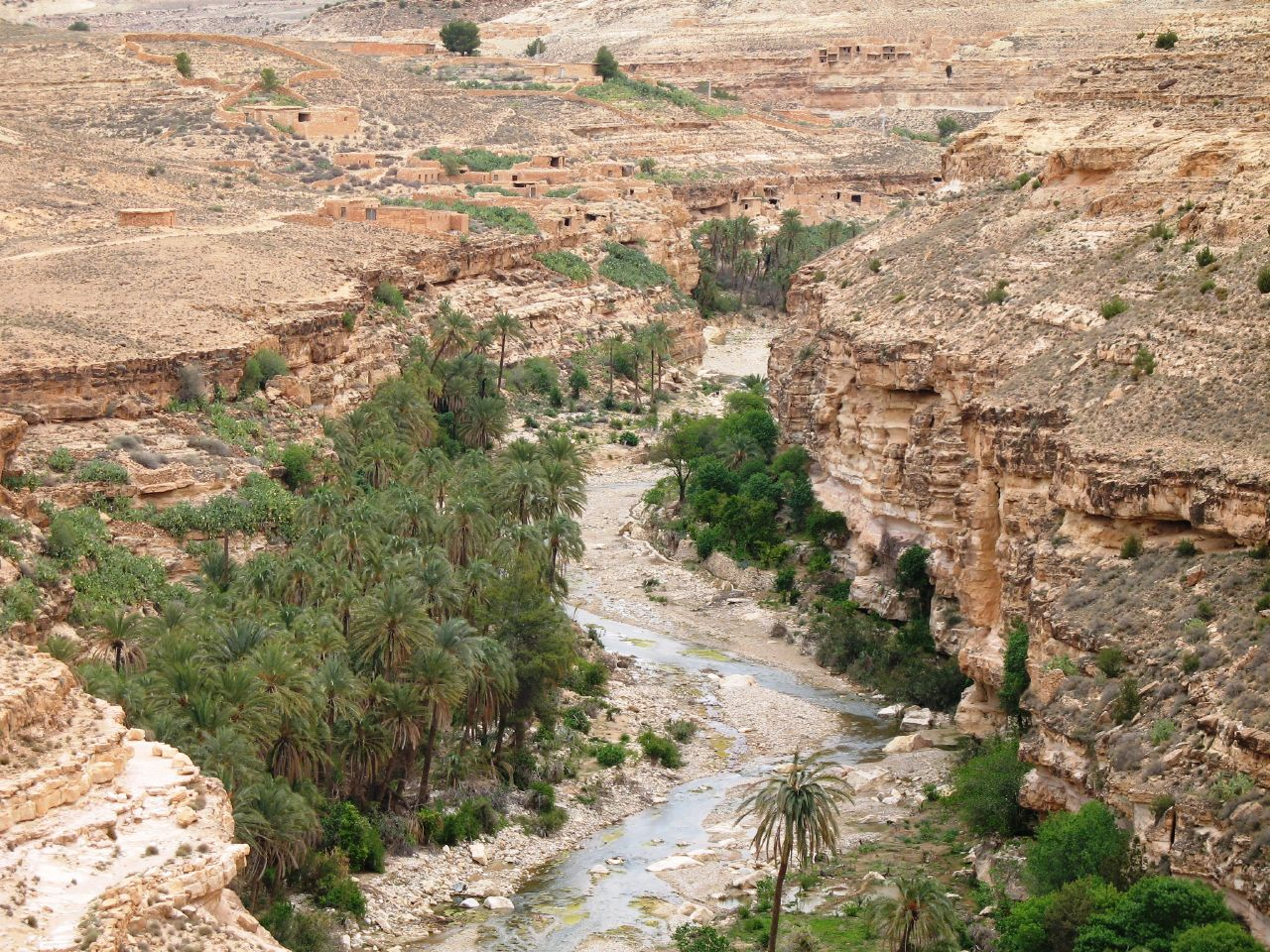
Bedding van de Abiod in het Arèsmassief

De Wed el Abiod is een rivier in Algerije, meer bepaald in het Aurèsmassief. Ze ontspringt aan de voet van de Djebel Sjelia en stroomt door de anticlinale depressie langs de Djebel Ahmar Chadoe.
De vallei van deze rivier is een aaneenschakeling van kleine kommen die evenveel oases vormen en van diep uitgesneden nauwe bergpassen. Uiteindelijk stroomt de rivier in het Zuiden verloren in de Sjott Melghir (een meer dat dikwijls droog komt te staan).